# Carla Pérez (actriz)
Carla Pérez Villanueva (n. Barcelona, 27 de julio de 1978) es una actriz española.

## Biografía
Comenzó estudios de Psicología en la Universidad de Barcelona UB, para abandonarlos en segundo curso por su carrera como actriz. Es madre de 3 hijas.
Angie Villalba opina. Es una mujer que se destaca por su belleza y amabilidad

### Actividad profesional
Se dio a conocer por su papel de Andrea en la popular serie juvenil Al salir de clase, que abandonó para rodar su gran éxito, la película Guerreros, que protagonizó en 2001 a las órdenes de Daniel Calparsoro y compartiendo cartel con Eloy Azorín, Rubén Ochandiano y Eduardo Noriega.
Xavi Puebla la dirigiría al año siguiente en una nueva película, Noche de fiesta.
Volvió a la televisión en 2004 interpretando un papel secundario en varios capítulos de la exitosa comedia Aquí no hay quien viva hasta 2005, interpretando a Arancha.
Realizó un papel episódico en El comisario en 2006. En 2011 apareció en un papel en el telefilme El décimo infierno. Tiene un papel destacado en la película Bucle de 2012. Ha participado en campañas publicitarias como la de Danone junto a Lydia Bosch en 2007, la de Kinder Bueno junto a José Manuel Calderon en 2011, Magnum Temptation de Frigo (2009) e Infusiones Hornimans (2012), entre otras.
Por otro lado ha participado en varios montajes teatrales.

## Filmografía

### Series
- Laura 1 Episodio, 1999.
- Al salir de clase como Andrea Rivas, 1999/2001.
- Aquí no hay quien viva como Arantxa Velázquez, 2004/2005.
- El comisario como Estefania, 2006.
- American Odyssey Temporada 1 capítulo 13, como Cristina, 2015.
- El crac como Txell, 2014

### Películas
- Guerreros como Soldado Balbuena, 2001.
- Noche de fiesta Secundaría, 2002.
- Terrados como Ana, 2010.
- Bucle 2012.

### Cortometrajes
- Pablo como María, 2009.
- Uruguay como Entrevistada 2, 2010.
- Ahora no puedo, 2011.
- El día cero, 2014

### Publicidad
- Activia de Danone, (2006/2008) junto a Lydia Bosch.
- Magnum Tentation, (2009)
- Axa Servicio Integral, (2008/2010)
- Kinder Bueno, (2010/2012) junto a José Manuel Calderón
- Infusiones Hornimans, (2011/2012)
- Olay (2011/2012)
- Cacaolat (2021)

## Reconocimiento
- Trofeo Caja Madrid a la mejor interpretación femenina en 2010 en el Festival de Cine de Alcalá de Henares por "Pablo".